# نزلة السمان
نزلة السمان هي شياخة تقع في حي الهرم، بمحافظة الجيزة، بمصر.

## معالم
تشتهر نزلة السمان برياضتى الرماية وركوب الخيل.وكانت تسمى سابقا بركة السمان وذلك لتواجد مياه الفيضان بها وكانت تصل حتى قدمى أبى الهول اسفل الهضبة وكان اهالى المنطقة يسكنون أعلى الهضبة فكان طائر السمان يهبط بالمنطقة أثناء الهجرات الموسميه للطيور وطبقا للوثائق الإنجليزية التي أفرج عنها فان الجنود الإنجليز كانوا يقومون بالصيد في تلك المنطقة وبعد بناء خزان اسوان انحسرت المياه وبدأ الاهالى في النزول من الهضبة وبناء مساكنهم في المنطقة الحالية.

## التاريخ
وفي البداية كانت نزلة السمان تتبع قرية الكوم الأخضر إداريا ولكن في عام 1932 أصبح لها كيان ادارى مستقل وانشئ بها قسم شرطة الأهرام والذي يتبعه الآن جميع القرى المحيطة ومنها الكوم الأخضر وخلال القرن الثامن عشر والتسع عشر وحتى منتصف القرن العشرين كان يقطن هذه المنطقة مجموعه من الاعراب البدو هاجروا من الغرب (ليبيا تونس المغرب) ولكن بحكم تواجدهم بالمنطقة وبها الآثار المشهورة بدأوا في العمل في مجالات السياحة وتقديم الخدمات السياحية لزوار المنطقة وبعد حرب عام 1967 تغيرت التركيبة السكانيه وذلك بعد قيام الحكومة بتهجير اعداد من سكان مدن القناة للمنطقه ومع التطور والامتداد العمرانى أصبحت نزلة السمان جزءا من حى الهرم

## السكان
يعيش في نزلة السمان ما يقرب من50 الف نسمه وهم عائلات يربطهم النسب والقرابة.